# A34 Comet
El A34 Comet fue un tanque británico empleado durante la Segunda Guerra Mundial y la guerra de Corea. Fue uno de los tanques británicos capaces de enfrentar en condiciones de paridad a los tanques alemanes, tras años de esfuerzo en mejorar el diseño y prestaciones.

## Diseño y producción
En las campañas del desierto, en las cuales los ingleses tuvieron una extensiva participación, los tanques que estos usaban eran superados por los tanques alemanes en muchos aspectos. Por consiguiente, se hizo una petición a las compañías automotores británicas Nuffield Mechanizations y British Leyland  para que diseñaran y construyeran un tanque que pudiese alcanzar superioridad de batalla sobre los tanques alemanes de entonces. Por razones económicas y facilidades de producción, el nuevo modelo debería usar tantos componentes como le fuese posible de la versión en uso, el A15 Mk VI Crusader.
La respuesta de Nuffield fue el A24 Mk VII Cavalier, impulsado por un motor Nuffield-Liberty L-12. Leyland diseñó el A27L Mk VII Centaur, impulsado igualmente por un motor Nuffield-Liberty L-12, pero usaría un motor Rolls-Royce Meteor más potente en cuanto estuviera disponible.
El Mk VIII Cromwell sucedió a los diseños iniciales, usando también un motor Rolls-Royce. Pero aparecieron ciertos problemas. El tanque era muy propenso a que se le rompieran las orugas si la tensión no era mantenida correctamente, o si se giraba a alta velocidad o de manera muy pronunciada. También hubo problemas con la suspensión, debido en parte a la alta velocidad que permitía el tanque.
Después de la batalla de Normandía en junio de 1944, los británicos se vieron en la necesidad de montar un cañón antitanque que pudiese disparar un proyectil antiblindaje más efectivo contra  los tanques alemanes Panzer IV, Panther y Tiger.
El proyecto original fue denominado Sherman Firefly y consistía en un tanque  Sherman convencional equipado con un cañón QF de 17 libras, y se esperaba que por cada tres tanques Cromwell se entregaría un tanque Sherman Firefly, aunque esto fue muy difícil debido a los diferentes requerimientos de mantenimiento y dificultades de logística al suministrar dos tipos diferentes de tanques. Así que simplemente decidieron equipar a los tanques Cromwell con los QF de 17 libras, naciendo de este modo otro tanque, el Mk VIII Challenger.
Con el Comet los diseñadores optaron por corregir los fallos en el Cromwell, los problemas de las orugas y la suspensión, e implementaron un nuevo cañón, derivado del QF de 17 libras, de 76,2 mm, igual que el cañón antiaéreo QF de 20 libras, pero esta última era cargada a presiones más altas, lo que no hacía posible el intercambio de municiones entre las dos armas. Este nuevo cañón fue denominado HV, del inglés High Velocity, resaltando las capacidades de alta velocidad características del Comet. La munición para el HV era mucho más compacta y más sencilla de almacenar que la del cañón antiaéreo, pero tenía menor velocidad de salida que esta última. 
Aparte de implementar un nuevo cañón, en el Comet se aumentó el blindaje, la munición era guardada en contenedores blindados, la suspensión fue reforzada y la torreta se giraba mediante un motor eléctrico alimentado por un generador activado por el motor principal.
La velocidad máxima del Comet era un poco menor que la del Cromwell, pero de esta manera no se desgastaban la suspensión ni las orugas debido a la fricción.
El primer prototipo estuvo listo en febrero de 1944 y los modelos comenzaron a ser entregados en septiembre de 1944. Para el final de la guerra, 1200 unidades habían sido producidas.

## Uso en combate
La 11.ª División Blindada británica fue la primera en recibir los Comets, y fue la única totalmente equipada con ellos para el final de la guerra. Debido a su tardía entrada en el conflicto, no vio mucha acción, aunque participó en la invasión de Alemania y en el desfile de la Victoria, en julio de 1945. Su alta velocidad fue bien aprovechada en las Autobahns alemanas.
Durante la guerra de Corea el Comet participó de manera activa con el Centurion, un tanque para entonces de primera generación con un diseño en parte basado en el Comet. El tanque se mantuvo en servicio con las fuerzas armadas británicas hasta 1958, y el excedente fue vendido a otras naciones. En 1980 todavía era posible encontrar tanques Comet en el ejército de Sudáfrica. 
41 Comet fueron usados por las Fuerzas de Defensa Finlandesas hasta 1970. Los tanques fueron almacenados hasta el 2007, cuando cuatro de ellos fueron subastados.  
8 Comet fueron entregados al Ejército Irlandés, en 1959. Cortes de presupuesto severos redujeron la vida útil de los Comet, debido a que no se compraron los repuestos adecuados. El Comet era bastante barato, y se presentó al Ejército Irlandés como una excelente compra, pero junto con ellos no se compraron los repuestos, lo que limitó el uso del Comet a un vehículo antitanque. Con los suministros de munición de 76,2 mm escaseando en 1969, los irlandeses se plantearon alargar la vida útil del vehículo. Esto consistía en reemplazar la torreta con un cañón sin retroceso Bofors Pvpj 1110. La falta de fondos hizo que se cancelara el proyecto. El último disparo de uno de estos Comet con sus cañones de 76,2 mm ocurrió en 1973, y los tanques fueron retirados del servicio poco después. Uno es conservado en el cuartel de Camp Curragh, Irlanda, otro en el Museo de la Defensa Costera de Hong Kong y dos más sobreviven en otros cuarteles.

## Usuarios
- Reino Unido